# Početak kraja
Početak kraja (eng. End of Days), američki horor film redatelja Petera Hyamsa iz 1999. godine koji se bavi apokaliptičkom temom prijelaska u novo tisućljeće.
Za film, koji mu je trebao obnoviti posrnulu karijeru, Arnold Schwarzenegger dobio je honorar od 25 milijuna US dolara. Film je u SAD premijerno prikazan 24. studenog 1999. godine.

## Sadržaj
U New Yorku 1979. godine, u nekoj bolnici na Manhattanu, rodila se djevojčica. Tog istog dana mladi svećenik u Vatikanu obavještava papu o njezinom dolasku na svijet. Od tog događaja Crkva strahuje već stoljećima, a strahovi se potvrde kada se otkrije da novorođena djevojčica, imenom Christine, na tijelu nosi obilježja Antikrista.
New York, 28. prosinca 1999. godine. Ljudi se pripremaju za proslavu dočeka novog tisućljeća. Jericho Cane (Arnold Schwarzenegger) je razočarani bivši policajac koji zajedno s partnerom Bobbyjem Chicagom (Kevin Pollak) radi kao stručnjak za sigurnost i nadziranje. Nakon smrti žene i djeteta izgubio je volju za životom i odao se piću.
Jednom prilikom uspije spasiti mladu ženu od napadača koji su joj provalili u dom. Uskoro donaznaje da se zove Christine (Robin Tunney), te da cijeloga života pati od uznemirujućih vizija koja je progone. Uoči dočeka Nove godine te vizije pretvorile su se u jezivu javu. Proganja je tajanstveni muškarac, utjelovljenje samog Sotone (Gabriel Byrne), a jedini koji joj može pomoći je Cane koji je odavno izgubio vjeru.

## Uloge
- Arnold Schwarzenegger - Jericho Cane; bivši policajac, koji je nakon nasilnog gubitka supruge i kćeri napustio policiju i otada radi kao stručnjak za sigurnost i kontrolu. Razočaran je u život, izgubio je vjeru u Boga i ne uspije pronaći nikakav smisao i nadu u životu. Odjednom u njegov život ulazi neobična djevojka koju progoni nepoznati muškarac, zbog čega joj Cane pokušava pomoći i nađe se u sukobu daleko većem, nego što je mogao naslutiti.
- Gabriel Byrne - Sotona; nepoznati muškarac kojeg je opsjeo sam Sotona koji se pokušava domoći Christine, jer mu, prema proročanstvu, jedino ona može roditi potomka, budućeg Antikrista, i to samo ako zatrudni s njime na samu Novu godinu, početkom novog milenija.
- Robin Tunney - Christine York; mlada djevojka koja od rođenja pati od mračnih vizija. Prema proročanstvu, upravo ona je određena da rodi Antikrista. Kako bi se apokaliptični plan proveo u djelo, Sotona i njegovi zemaljski pomoćnici progone Christinu nastojeći je se domoći.

## Box office
Film nije ispunio očekivanja. U prvom vikendu prikazivanja ostvario je 2.593 prikazivanja i dobit od 20.523.595 US dolara. Širom svijeta zaradio je 209.300.000 US dolara.

## Glazba
Sountrack filma sadrži pjesme nekih poznatijih metal i rock bendova, poput nove postave Guns N' Rosesa predvođenih vokalom Axleom Roseom, koji su predstavili svoj singl "Oh my God", grupama The Prodigy i Limp Bizkit, te Eminemom.

### Sountrack
1. "Camel Song" - Korn
2. "So Long" - Everlast
3. "Slow" - Professional Murder Music
4. "Crushed" - Limp Bizkit
5. "Oh My God" - Guns N' Roses
6. "Poison" - The Prodigy
7. "Superbeast (Girl On A Motorcycle Mix)" - Rob Zombie
8. "Bad Influence" - Eminem
9. "Nobody's Real" - Powerman 5000
10. "I Wish I Had" - Stroke
11. "Sugar Kane" - Sonic Youth
12. "Wrong Way" - Creed